# أسعد فضة
أسعد فضة (5 سبتمبر[بحاجة لمصدر] 1938 -)، ولد ببلدة بكسا باللاذقية. هو مخرج وممثل مسرحي، وممثل سينمائي وتلفزيوني سوري. من أشهر الممثلين في سوريا والوطن العربي. خريج المعهد العالي للفنون المسرحية بالقاهرة عام 1962. شغل منصب نقيب الفنانين السوريين لدورتين متتاليتين ما بين 1998 وحتى 2006. من أوائل الممثلين السوريين الذي جسّد البيئة الشامية وذلك خلال شخصيتي «أبو كامل» في مسلسل يحمل الاسم نفسه بجزئيه عامين 1990 و 1993، و«أبو دباك»  في مسلسل «هجرة القلوب إلى القلوب» 1991. أخرج أول مسرحية له وهي «الإخوة كارامازوف» للكاتب الروسي دوستويفسكي عام 1964. من أهم أعماله السينمائية أفلام «الفهد» 1972و «ليالي ابن آوى» 1989 و «قمران وزيتونة» 2001. إشترك في أكثر من 60 المسلسلا تلفزيا، نذكر منها «انتقام الزباء» 1974، و«حرب السنوات الأربع» 1980، و«الجوارح» 1995، و«العوسج» و«الموت القادم إلى الشرق» 1997، و«ذي قار» 2001، و«الدبور» بجزئيه 2010 و2011. متزوج من الممثلة مها الصالح وأنجبت له إبنته الوحيدة «رامه».

## عن حياته
ولد في قرية بكسا في اللاذقية، وهو خريج المعهد العالي للفنون المسرحية، تعددت أعماله ما بين التلفزيون والسينما وحتى على خشبة المسرح. وهو زوج الفنانة الراحلة مها الصالح ولديه ابن منها.

## مؤلفاته
صدر له كتاب بعنوان إطلالة على الذاكرة يسرد فيه سيرته الذاتية.

## أعماله

### ممثلا
- 1964: «الأخوة كارامازوف».[5]
- «شيخ المنافقين».
- «دون جوان».
- «عرس الدم».
- «الشرك».
- «المأساة المتفائلة».
- «وفاة بائع جوال».
- «زيارة السيدة العجوز».
- «جان دارك».
- «أوديب ملكا».
- «عيد الشحاذين».
- «يوميات مجنون».

### مخرجا
- 1964: الأخوة كارامازوف.
- دون جوان.
- لكل حقيقته.
- عرس الدم
- دخان الأقبية
- التنين
- السيل
- الملك العاري
- الغريب
- السعد
- أيام سلمون
- سهرة مع أبي خليل القباني
- دمشق انتظرناك والحب جاء
- سيزيف الأندلسي
- الملك هو الملك
- المفتاح
- رقصة التانغو
- حرم سعادة الوزير
- عيد الشحاذين
- براويظ
- حكاية بلا نهاية

### السينما
| السنة | الفيلم                 | الشخصية  | بمشاركة                                                                                                  |
| ----- | ---------------------- | -------- | --- |
| 1970  | فدائيون حتى النصر      |          | هالة شوكت، منى واصف، عدنان عبد السلام، محمد طرقجي، مها الصالح، ملك سكر، عبد اللطيف فتحي                  |
| 1972  | الفهد                  |          | أديب قدورة، إغراء، أحمد عداس.                                                                            |
| 1974  | سرب الأبطال            |          | إغراء، خالد تاجا، عبد الهادي صباغ، رضوان عقيلي، غادة بشور                                                |
| 1974  | المغامرة               |          | إغراء، أسامة الروماني، سلوى سعيد، هاني الروماني، أحمد عداس، منى واصف، هلي الراوس، رضوان عقيلي، رياض نحاس |
| 1975  | الرجل الصامد           |          | عدنان بركات، أمل سكر، مها الصالح، جوزيف نانو، بسام لطفي                                                  |
| 1979  | حبيبتي يا حب التوت     |          | نادين، عبد الهادي صباغ، عدنان بركات، يوسف حنا                                                            |
| 1979  | القلعة الخامسة         |          | عبد الفتاح المزين، أسامة خلقي، نادين، فاروق عبيي                                                         |
| 1983  | لعبة الحب والقتل       | فارس     | ناهد الحلبي، غادة الشمعة، عبد الهادي صباغ، هدى توفيق، توفيق العشا، قمر مرتضى                             |
| 1988  | القصة الشرقية          |          | رفقة الممثلين من الاتحاد السوفيتي                                                                        |
| 1989  | ليالي ابن آوى          |          | غادة الشمعة، عبد الهادي صباغ، ناهد الحلبي، توفيق العشا.                                                  |
| 1991  | رسائل شفهية            | أبو سلمى | رنا جمول، رامي رمضان، فايز قزق، زهير رمضان                                                               |
| 2001  | قمران وزيتونة          |          | نورمان أسعد ، حسام عيد، باسل خياط، فايز أبو دان                                                          |
| 2001  | الطحين الأسود          |          | عبد الرحمن أبو القاسم، مها الصالح، ضحى الدبس، مانيا النبواني، نضال سيجري                                 |
| 2012  | مريم                   |          | سلاف فواخرجي، جهاد سعد، صباح الجزائري، بسام لطفي، نادين.                                                 |
| 2015  | الرابعة بتوقيت الفردوس |          | سامر عمران، نوار يوسف، محمد آل رشي، جوان خضر، مجد فضة.                                                   |

### التمثيلات
- أغنية البجعة.
- المطاردة.
- رجل الساعة.
- وجها لوجه.
- المتنبي.
- بشار بن برد.
- اللغز.
- روائع المسرح العالمي.

### المسلسلات
- 1969: النهر الكبير.
- 1972: أولاد بلدي.
- 1974: انتقام الزباء.
- 1978: الأميرة الخضراء.
- 1979: مغامرة الأميرة الشماء.
- 1979: فارس من الجنوب.
- 1980: بصمات على جدار الزمن.
- 1980: حرب السنوات الأربع.
- 1980: طائر الأيام العجيبة.
- 1980: وضاح اليمن.
- 1981: طبول الحرية.
- 1981: عز الدين القسام.
- 1982: الوحش والمصباح.
- 1983: بيوت في مكة.
- 1985: الوسيط.
- 1987: امرأة لا تعرف اليأس.
- 1987: الغابة.
- 1988: دكان الدنيا.
- 1988: الطبيبة.
- 1989: قلوب دافئة.
- 1990: هجرة القلوب إلى القلوب.
- 1991: أبو كامل (ج1).
- 1991: الأخطبوط.
- 1992: البديل.
- 1993: أبو كامل (ج2).
- 1995: أبو البنات.
- 1995: السوار.
- 1995: الجوارح.
- 1995: قلعة الفخار.
- 1995: حُوش المصاطب.
- 1996: العائد.
- 1997: العوسج.
- 1997: الموت القادم إلى الشرق.
- 1997: العبابيد.
- 1997: بنت الضرة.
- 1998: الكواسر.
- 1999: الفوارس.
- 1999: نداء المتوسط.
- 2000: البواسل.
- 2001: ذي قار.
- 2002: الرحيل إلى الوجه الآخر.
- 2002: الوصية.
- 2002: وردة لتاريخ العمر.
- 2003: الداية.
- 2003: مخالب الياسمين.
- 2003: أنشودة المطر.
- 2003: قبل الغروب.
- 2003: سيف بن ذي يزن.
- 2004: قتل الربيع.
- 2004: العدول.
- 2004: الخيط الأبيض.
- 2004: فارس بني مروان.
- 2004: الطارق.
- 2005: سيد العشاق.
- 2005: نزار قباني.
- 2006: إنتقام الوردة.
- 2006: التحولات.
- 2006: حسيبة.
- 2006: حكايا الليل والنهار.
- 2008: بيت جِدِّي.
- 2008: شركاء يتقاسمون الخراب.
- 2008: قمر بني هاشم.
- 2008: رياح الخماسين.
- 2008: ليل ورجال.
- 2009: اسأل روحك.
- 2009: بلقيس ملكة سبأ.
- 2010: الزلزال.
- 2010: ريات الحق.
- 2010: الدبور (ج1).
- 2011: الدبور (ج2).
- 2011: رجال العز.
- 2011: في حضرة الغياب.
- 2011: كشف الأقنعة.
- 2012: المصابيح الزُرق.
- 2013: الحائرات.
- 2014: وش رجعك.
- 2015: حارة المشرقة.
- 2015: عين الجوزة.
- 2016: باب الحارة (ج8).
- 2016: صدر الباز.
- 2017: باب الحارة (ج9).
- 2018: فرصة أخيرة.
- 2020: سوق الحرير (ج1).

### أعمال تلفزية أخرى
- رحلة أمل.
- لقاء في ظلال الطاعة.

## الجوائز والتكريم
حصد أسعد فضة خلال مشواره الفني على العديد من الجوائز والتكريمات، منها:
- 1989 سوريا: جائزة أفضل ممثل في مهرجان دمشق السينمائي؛ وذلك عن دوره في فيلم (ليالي ابن آوى).[6]
- مصر: جائزتين من مهرجان القاهرة للإذاعة والتلفزيون، الأولى جائزة أفضل ممثل دور تاريخي؛ وذلك عن دوره في مسلسل «العوسج»، والثانية جائزة تقديرية عن دوره في مسلسل «الجوارح».[7]
- 2003 سوريا: كُرِّم خلال افتتاح مسرح الحمراء بدمشق بعد صيانته وقد حضر حفل الافتتاح والتكريم وزيرة الثقافة السورية «نجوى قصاب حسن».[8]
- 2006  سوريا: تكريم من وزارة الثقافة السورية والتي منحت له درع الجمهورية العربية السورية، كما أطلق على صالة المسرح القومي باللاذقية اسم “مسرح الفنان أسعد فضة”.[9][10]
- 2007 مصر: رئيس شرفي لمهرجان الإعلام العربي -مهرجان القاهرة للإذاعة والتلفزيون سابقًا-.[ا][11]
- 2007 الجزائر: كُرم في مهرجان المسرح المحترف.[12][13]
- 2009 تونس: كُرم في مهرجان أيام قرطاج المسرحية -في دورته الرابعة عشر-.[14]
- 2010  سوريا: كُرّم خلال الإحتفال بيوم العالمي للمسرح نظمته مديرية المسارح والموسيقى بالتعاون مع المعهد العالي للفنون المسرحية والذي أُقيم بمسرح الحمراء بدمشق.[15]
- 2012 الإمارات العربية المتحدة: كُرّم في مهرجان الفجيرة للمونودراما.[16][17]
- 2016 سوريا: كرّمه كل من رئيس الوزراء الأسبق عماد خميس ووزير الثقافة الأسبق محمد الأحمد وذلك خلال إحتفالية «الثقافة يوم.. للكلمة.. للإنسانية.. للحياة» والتى أُقيمت بمناسبة ذكرى تأسيس وزارة الثقافة السورية.[18]
- 2017 الجزائر: كُرم من قبل إدارة مهرجان وهران الدولي للفيلم العربي -في دورته العاشرة -، وذلك خلال حفل أقيم في مدينة معسكر الجزائرية مسقط رأس الأمير عبد القادر الجزائري. وفي نفس اليوم سلمته جمعية الأمير عبد القادر لوحة تحمل صورة الأمير عبد القادر، وذلك بمناسبة مرور 184 سنة على مبايعته.[19]
- 2018 مصر: الميدالية الفضية لمهرجان القاهرة للمسرح المعاصر والتجريبي.[20]
- 2018 عُمان: كرمه وزير الإعلام العماني (عبد المنعم بن منصور الحسني)، وذلك ضمن فعاليات (مهرجان الدن العربي).[21][22]
- 2018 تونس: كُرم في مهرجان أيام قرطاج المسرحية - في دورته العشرين - عن مجمل أعماله.[23][24][25]
- 2020 سوريا: كُرم في مهرجان «الثقافة تجدد إنتصارها» والتي نظمته وزارة الثقافة السورية خلال الفترة ما بين 8 وحتى 18 آذار لعام 2020.[26]
- 2020 سوريا: كُرم في مهرجان سينما الشباب والأفلام القصيرة -بدورته السابعة-، والتي تنظمه وزارة الثقافة السورية والمؤسسة العامة للسينما.[27]
- 2022 الإمارات العربية المتحدة: كرم من قبل إدارة أيام الشارقة المسرحية.[28]
- 2022  سوريا: كُرم من قبل نقابة الفنانين السوريين.[29][30]
- 2022  سوريا: كرم من قبل المعهد العالي للفنون المسرحية، وذلك ضمن فعالية “ملتقى الإبداع”.[31][32][33]
- 2023  مصر: كُرم في مهرجان شرم الشيخ الدولي للمسرح الشبابي -في دورته الثامنة-.[34][35][36]
- 2024  سوريا: جائزة الدولة التقديرية.[37]

## الهوامش
1. ↑  مهرجان القاهرة للإذاعة والتلفزيون عام 2007 وفي دورته الثالثة عشرة، أعلن وزير الإعلام المصري في ذلك الوقت أنس الفقي تغير اسم مهرجان «القاهرة للإذاعة والتلفزيون» إلى مهرجان «مهرجان الإعلام العربي»، وقد تأسس المهرجان عام 1995 على يد سلفه صفوت الشريف.

## روابط خارجية
- أسعد فضة على موقع IMDb (الإنجليزية)
- أسعد فضة على موقع قاعدة بيانات الأفلام العربية
- أسعد فضة على موقع قاعدة بيانات الفيلم (الإنجليزية)